# Hošea (knjiga)
Hošea je jedna od knjiga Biblije, dio Staroga zavjeta. Pripada u proročke knjige. Prva je od 12 malih proroka (12 kraćih proročkih knjiga u Starome zavjetu). Biblijska kratica knjige je Hoš. 
Hošeino ime (hebr. הוֹשֵׁעַ, Hošeaʿ, Hôšēăʿ) znači "spasenje". Na početku ove knjige piše, da je sin Beerijev (Hoš 1,1) i da je knjiga napisana "u dane Uzije, Jotama, Ahaza i Ezekije, kraljeva judejskih, u dane Jeroboama, sina Joaševa, kralja izraelskog (Hoš 1,1)". To je od otprilike 793. do otprilike 697. godine prije Krista. U tom vremenu događala se propast Kraljevstva Izrael (sjeverno kraljevstvo). Narod se odvojio od Boga i klanja se poganskim bogovima (npr. Baalu). 
Po Božjoj (Jahvinoj) zapovijedi, Hošea (negdje se naziva i Ozej) oženio je bludnicu Gomeru i s njom imao dva sina Jizreela i Lo Ammija i kćer Lo Ruhamu. Dio teologa smatra, da se ne radi o stvarnom, nego simboličkom događaju, koji otkriva stav izraelskog naroda prema Bogu: "jer se zemlja bludu odala, odmetnuvši se od Jahve! (Hoš 1,2)". Ili se "bludnica" odnosi na Gomerin nemoralan život prije braka ili nakon braka. Imena djece imaju simboličko značenje. Jizreel je ime doline u kojoj se prolilo puno krvi u sukobima. Lo Ammi znači "ne-narod moj" (Hoš 1,9), a Lo Ruhama znači "nemila" (Hoš 1,6). Imena predstavljaju Božju poruku i kritiku narodu Kraljevstva Izrael.
Hošea proživljava mučno iskustvo s Gomerom, što je simbolička slika kako se izraelski narod ponašao prema Bogu. Ponašanje naroda prema Bogu je bio duhovni blud (idolopoklonstvo i nepoštivanje Deset Božjih zapovijedi). Slijedi razvod Hošee i Gomere, jer je Gomera bila nevjerna. To je simbol "razvoda" između Boga i izraelskog naroda, jer je narod bio nevjeran Bogu. Na Božju zapovijed, Hošea traži Gomeru nakon nekog vremena, ali mora je otkupiti jer se prodala u ropstvo ili jer njen ljubavnik traži otkupninu. Gomera je ponovno s Hošeom, ali on odbija neko vrijeme seksualnu intimnost, što simbolizira da Izrael neko vrijeme neće imati kralja (Asirija je u povijesti uistinu osvojila Kraljevstvo Izrael i odvela u zarobljeništvo vlastodržce i dio podanika). No, Bog će biti milosrdan prema narodu, ponovno će biti u savezu ("braku") s njime (ponovno je uspostavljena država) i voli ga makar mu je on bio nevjeran. 
Ova knjiga je više puta citirana u Evanđeljima (Mt 2,5; 9,13 i 12,7; Lk 23,30)i poslanicama (Rim 9,25-26); 1 Kor 15,55 i 1 2,9-10).

## Vanjske poveznice
- Verbum  Arhivirana inačica izvorne stranice od 18. travnja 2018. (Wayback Machine) Knjiga proroka Hošee